# Parque Amazônia
O Parque Amazônia é um bairro da região sul de Goiânia.
No bairro estão localizados o Buriti Shopping, Assaí Atacadista, Store Supermercado, Super Shop Supermercado, várias concessionárias, escolas públicas e particulares, algumas clínicas e o Hospital Buriti. Também está no bairro a sede goiana da igreja Congregação Cristã no Brasil.
Foi criado através do Decreto 44, em 9 de outubro de 1954, tendo sido inicialmente uma área de residência de pessoas de baixo poder aquisitivo apresentando constantemente vários problemas sociais. Contudo, atualmente o bairro dispõe do status de classe média e conta com vários condomínios verticais e horizontais.
O Parque Amazônia possui várias praças e avenidas, sendo as mais movimentadas as Avenidas Feira de Santana que dá acesso a outros bairros da região Sul, Av. Senador José Rodrigues de Morais Neto, a Av. Antônio Fidélis e a Av. Rio Verde, que conta com o principal comércio da região se destacando também por ser uma das vias mais importantes de toda região Sul/Sudoeste da capital. O comércio do bairro é pujante e atende vários segmentos.
Segundo dados do censo do IBGE em 2010, é o oitavo bairro mais populoso do município, contando uma aglomeração de vinte mil pessoas.